# 清瀬郵便局
清瀬郵便局（きよせゆうびんきょく）は東京都清瀬市にある郵便局。民営化前の分類では集配普通郵便局であり、東京都内（島諸島を除く）の集配郵便局としては、最小規模の郵便局である。

## 概要
住所：〒204-8799 東京都清瀬市元町2-28-12

## 沿革
- 1921年（大正10年）6月21日 - 開局。
- 1961年（昭和36年）5月14日 - 電話交換業務を東村山電報電話局清瀬分室に移管[1]。
- 1965年（昭和40年）12月5日 - 電話通話および和文電報受付・配達業務を清瀬電報電話局に移管。
- 1966年（昭和41年）11月1日 - 特定郵便局から普通郵便局に局種別改定。
- 1981年（昭和56年）9月1日 - 郵便番号を〒180-04から〒204に変更[2]。
- 1999年（平成11年） - 外国通貨の両替および旅行小切手の売買に関する業務取扱を開始。
- 2007年（平成19年）10月1日 - 民営化に伴い、併設された郵便事業清瀬支店に一部業務を移管。
- 2012年（平成24年）10月1日 - 日本郵便株式会社発足に伴い、郵便事業清瀬支店を清瀬郵便局に統合。

## 取扱内容
- 郵便、印紙、ゆうパック、内容証明
- 貯金、為替、振替、振込、国際送金、トラベラーズチェック、国債、投資信託
- 生命保険、バイク自賠責保険、自動車保険
- ゆうちょ銀行ATM
- 清瀬市内の集配業務
- ゆうゆう窓口

## 周辺
- 国立看護大学校
- きよせの森総合病院
- 清瀬市郷土博物館

## アクセス
- 西武池袋線 清瀬駅から北へ約600m（徒歩約7分）
- 西武バス、清瀬市コミュニティバス「きよバス」 清瀬郵便局停留所下車
- 関越自動車道 所沢ICから南へ約5km
- 駐車場あり：4台